# Hendrik van Wilsele
Hendrik van Wilsele (circa 1100, vermoedelijk Wilsele - na 1162), bijgenaamd de Leraar, was pedagoog en ministeriaal afkomstig uit Wilsele. Hij stamde af uit een geslacht dat blijkbaar diverse ministerialen voor de graven van Leuven voorbracht, maar waar maar weinig van bekend is.
Hij wordt maar enkele malen tussen 1140 en 1162 vermeld in de geschiedenis, zo werd zijn handtekening gevonden op een akte uit juni 1154 waarin hij de toestemming geeft voor de verpachting van enkele van zijn gronden in Wilsele aan de abt van Keizersberg. Hij ondertekende dit document met Henricus de Wilsela. Hij werd in 1150 aangeduid als leermeester van de minderjarige Godfried III van Leuven door diens moeder Lutgardis van Sulzbach, en kreeg de bijnaam pedagogus in het Latijn en magetoge in het Oudnederlands. Hij zou hertog Godfried tot zijn dood dienen en speelde een belangrijke rol als diens vertrouweling.
Het is aannemelijk dat hij een geestelijke was en tot magister opgeleid was in het bisdom Luik, waartoe ook Leuven behoorde in die tijd.

## Heer van Wilsele
Hij wordt soms aangeduid als heer van Wilsele, een leenman van de graven van Leuven, maar dit is echter speculatief. Er bestaat bewijs dat de heerlijkheid hem ooit in leen is gegeven, noch ander bronmateriaal dat hem in verband brengt met de heerlijkheid als heer. Zijn afkomst uit de heerlijkheid als residentie of geboorteplaats is echter wel aannemelijk.
Gedurende zijn leven was er voor 1156 een zekere Marciel in het bezit van de heerlijkheid Wilsele. Deze Marciel en zijn broer Machaar hadden voor 1156 in een charter grote delen van de heerlijkheid gedoneerd aan de abdij van Vlierbeek. Mogelijks behoren deze Marciel en zijn broer tot hetzelfde ministerialengeslacht als dat van Hendrik. Als tijdgenoten en verbonden met de heerlijkheid Wilsele is het hoogstaannemelijk dat ze elkaar gekend hebben.

## Nederlands
Het feit dat hij in het in Latijn geschreven akten als Henricus Magetoge wordt genoemd, kan alleen worden verklaard dat Hendrik ook in de dagelijkse omgang aan het hof met het Oudnederlandse magetoge werd genoemd. De voertaal aan het hof van de hertogen van Neder-Lotharingen zou dus het Oudnederlands geweest zijn.
Hendrik wordt ook genoemd als mogelijk schrijver van het Oudnederlandse geschrift Van den bere Wisselau.